# Taraxacum albidum
Taraxacum albidum es una especie de planta herbácea perteneciente a la familia de las asteráceas.
A veces, se confunde con Taraxacum coreanum. Pero T. coreanum crece principalmente en forma natural en la península coreana y en algunas partes de China. T. albidum es un cruce entre Taraxacum japonicum y otra especie tetraploidea desconocida.

## Descripción
Es una planta perenne de raíz cónica. Las hojas basales, profundamente lobuladas, conforman una roseta de donde salen largos escapes florales huecos no ramificados, algo peludos, de hasta 40 cm de largo, con un solo capítulo de lígulas blancas rodeadas de brácteas verdes estrechas. La especie es pentaploida, hermafrodita, y auto-fecundable, como muchos otros taxones del género. Los frutos son aquenios con pico y vilano de pelos blancos.

## Distribución y hábitat
Es originaria del este de Eurasia, donde se encuentra en la parte sur y central de Japón y en Corea.
Crece en zonas ruderales soleadas, bordes de caminos y campos cultivados por debajo de 500 m de altitud, y prefiere terrenos bien drenados, pero siempre húmedos.

## Taxonomía
Taraxacum albidum fue descrita por Gustav Adolf Hugo Dahlstedt y publicado en Acta Horti Bergiani 4(2): 11, pl. 1, f. 9–15. 1907.
Etimología
Taraxacum: nombre genérico latínizado que procede del árabe tharakhchakon, aplicado a las plantas de este género.
albidum: epíteto latíno que significa "blanquecino".
Sinonimia
- Taraxacum officinale var. albiflorum Makino in Bot. Mag. (Tokyo) 7: 104. 1893
- Taraxacum albiflorum (Makino) Koidz. in Bot. Mag. (Tokyo) 38: 94. 1924[7]